# Cyklonen

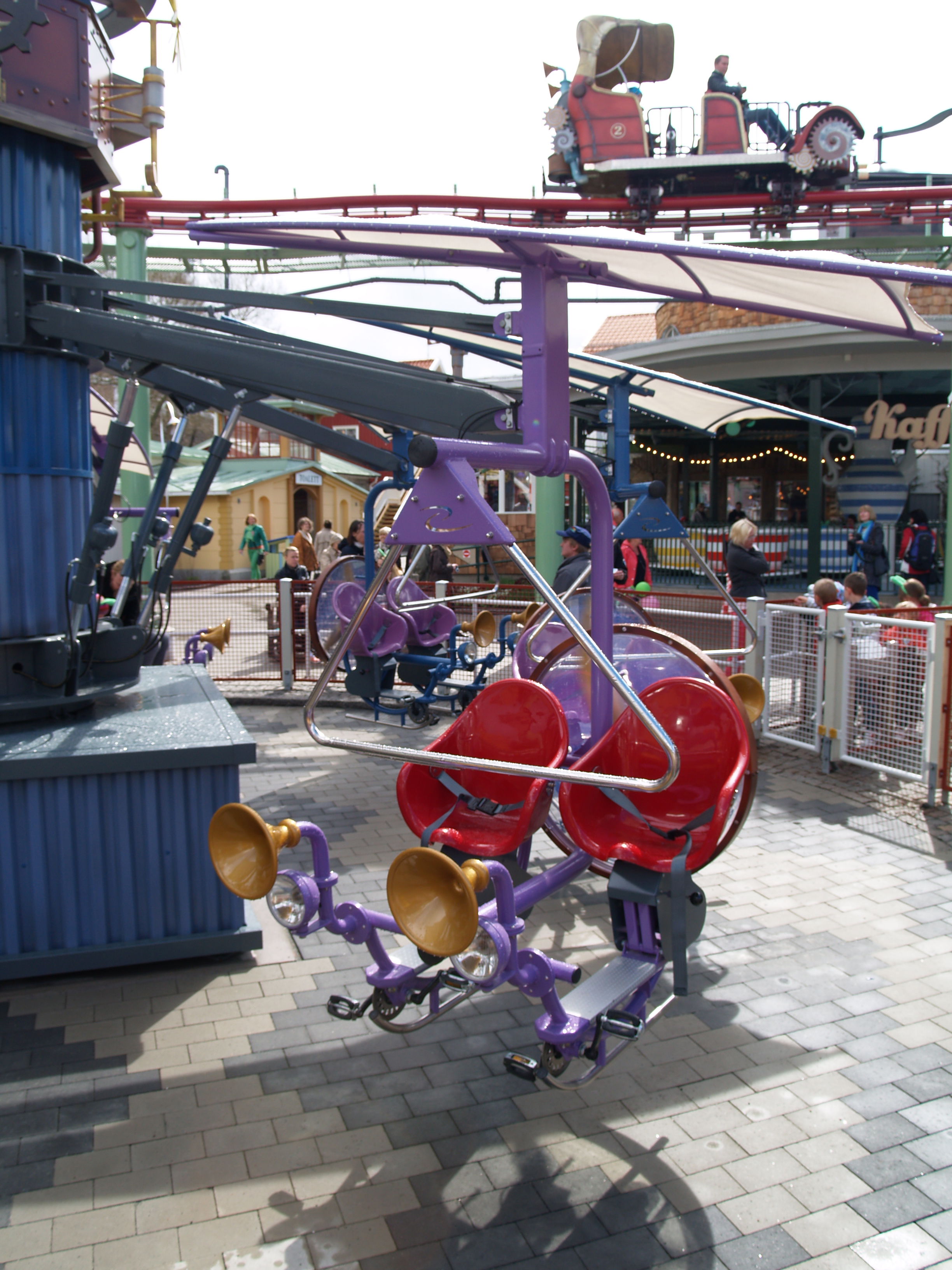
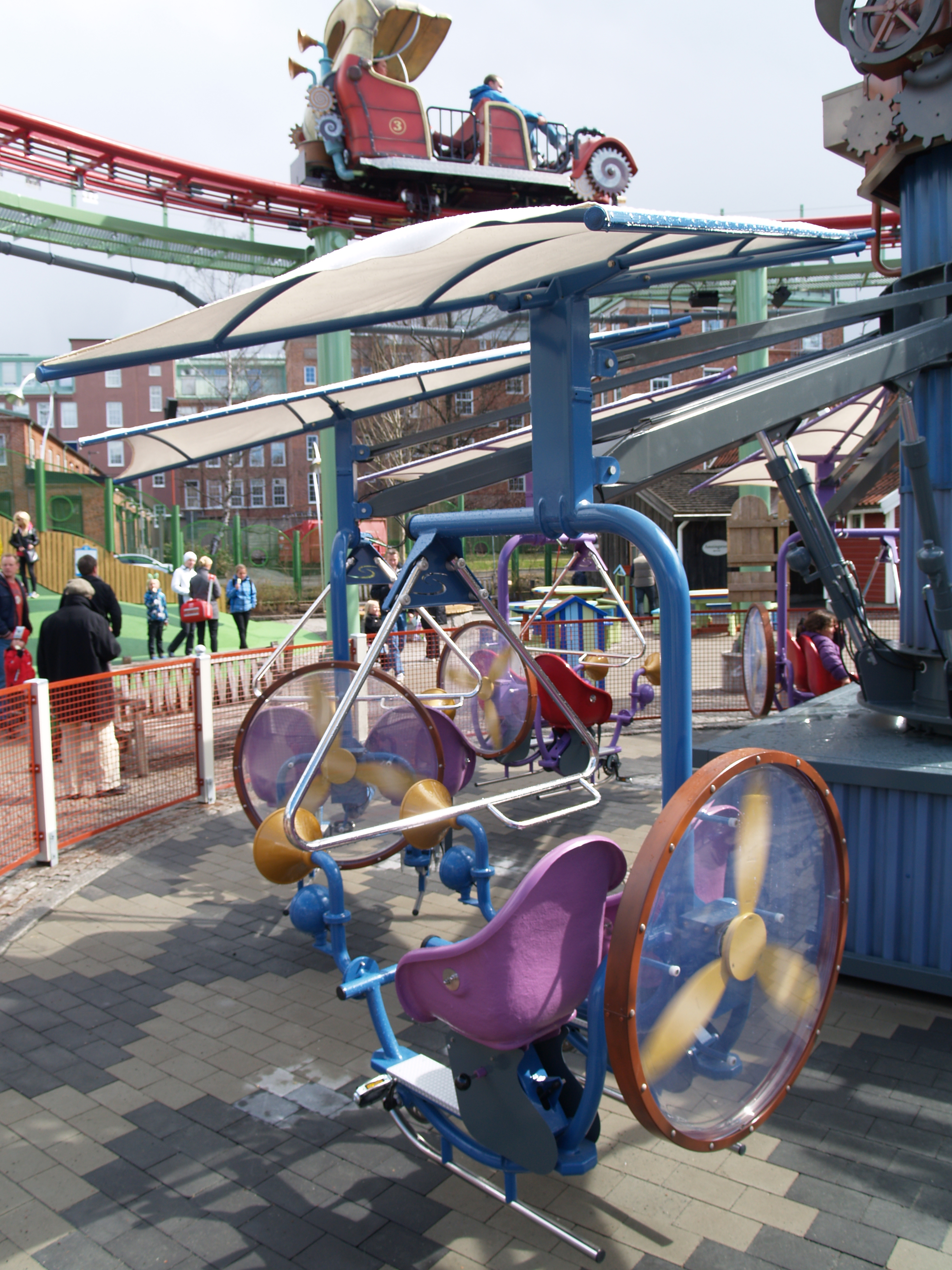

Cyklonen är en åkattraktion på nöjesfältet Liseberg i Göteborg. De åkande sitter två och två i fordon som cirkulerar runt ett torn i mitten. De åkande kan trampa på cykelpedaler för att få fordonet att stiga uppåt, men man behöver inte utan kan åka lägre ner om man inte gillar höjder.
Cyklonen hade premiär den 27 april 2013 i samband med att Hedersplatsen byggts om och blivit Lisebergs nya barnområde Kaninlandet. Attraktionen ersatte den liknande åkattraktionen Cykelturen från 2008 som också låg nära Hedersplatsen. Skillnaden mellan de två åkattraktionerna är att kapaciteten i Cyklonen är större än i Cykelturen och att den nya attraktionen har en steampunk-inspirerad stil.

## Bilder

### Cyklonen
- Wikimedia Commons har media som rör Cyklonen.

### Cykelturen
- Wikimedia Commons har media som rör Cykelturen.

Bilder från föregångaren Cykelturen (2012):

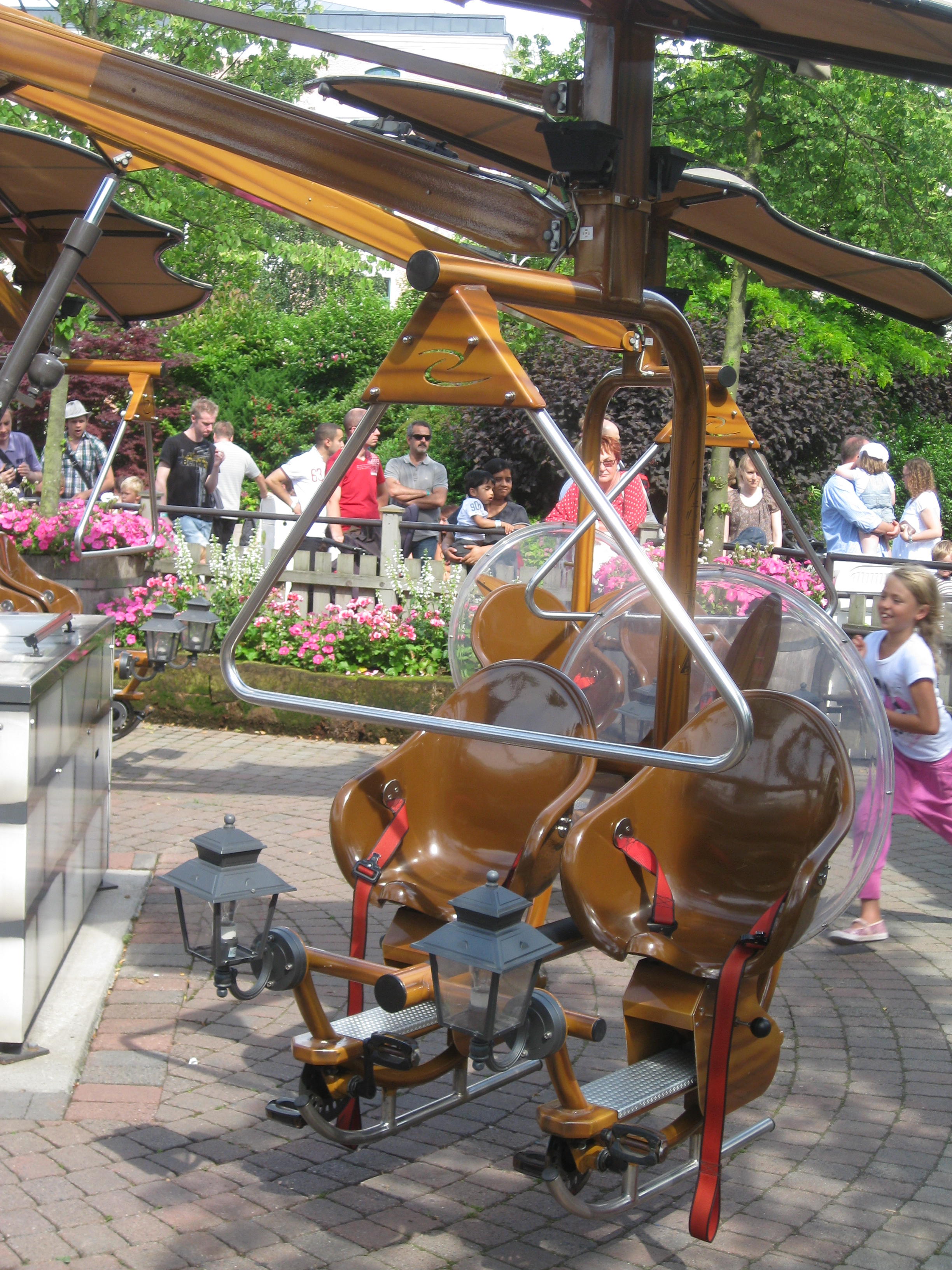
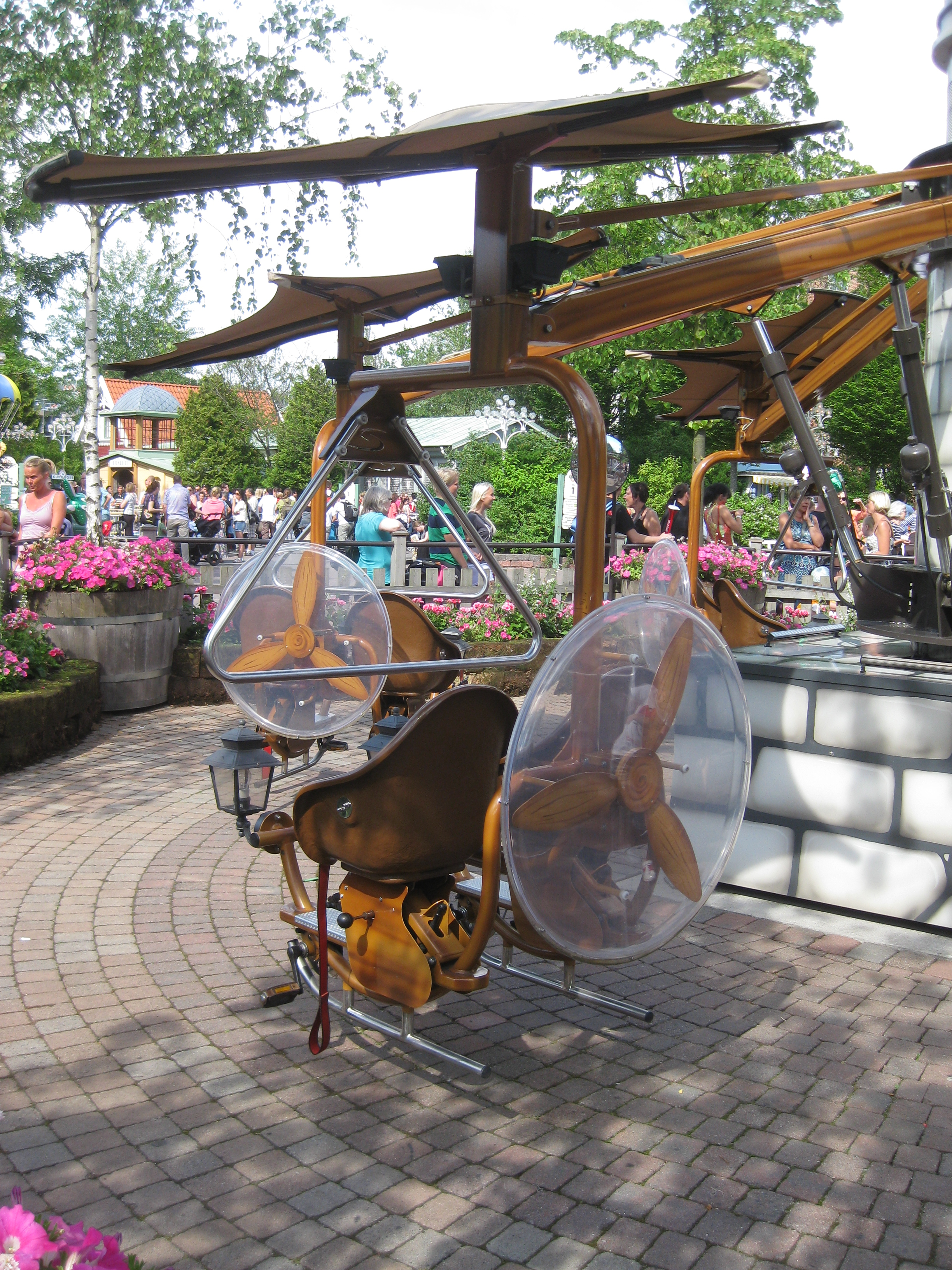
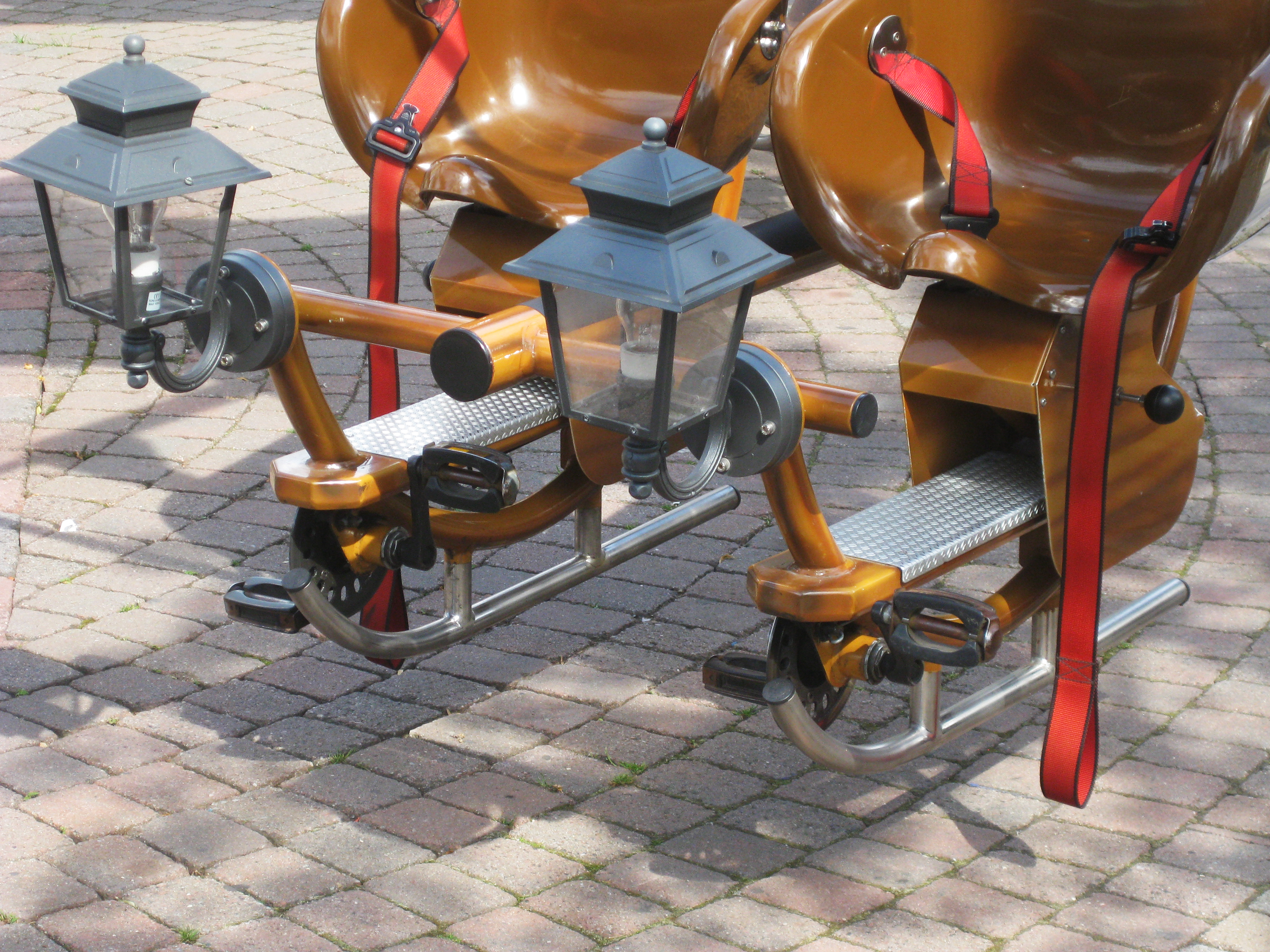